# Peleteria townsendi
Peleteria townsendi là một loài ruồi trong họ Tachinidae.